# Dennis Tasic
Dennis Tasic (...) è un giocatore di football americano ungherese, che gioca come kicker per i Vienna Vikings.
Ha giocato inizialmente negli AFC Rangers, per poi passare ai Vienna Vikings. Ha seguito i Vikings nel passaggio alla lega semiprofessionistica ELF.